# Monedas sasánidas

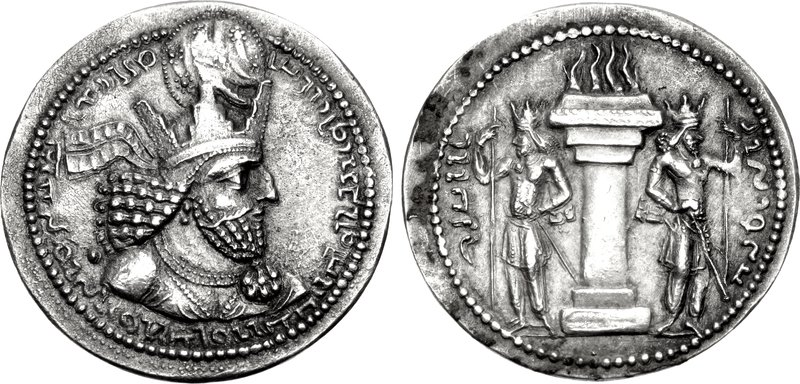
Una moneda de plata sasánida, un dracma de Sapor I con el rey opulentamente coronado en el anverso y el altar de fuego zoroastriano con dos cortesanos en el reverso. Acuñada en Ctesifonte, entre 240 y 244, 28 milímetros y 4,35 gramos de peso.

Las monedas sasánidas fueron emitidas dentro de los dominios del Imperio Sasánida, que existió entre 224 y 651 d. C., en la antigua Persia, desde el reinado de Ardashir I hasta el de Yazdegerd III. Vecino poderoso del Imperio Romano, al que venció en no pocas ocasiones, el Imperio Sasánida acuñó y emitió moneda en gran cantidad, teniendo gran influencia en la  moneda de otros Estados y reinos posteriores. La numismática ha resultado ser una fuente de gran importancia en el estudio histórico de aquel Imperio.
Si bien no se conocen exactamente las denominaciones de las monedas y la relación que existía entre ellas, se distinguen fundamentalmente tres acuñaciones:
- El dracma de plata, heredado de sus antecesores históricos, los partos, caracterizado como pieza de respetable tamaño y de grosor fino, fue imitado por los hunos blancos y con posterioridad en los reinos musulmanes.
- El dinar o denario de oro, producido en cantidades reducidas, y quizá acuñado por cuestiones de prestigio para competir con Roma, y que evolucionó a la baja en su peso desde el reinado de Ardashir I (unos 7 gramos) hasta el de Bahram IV en que se situó en unos tres gramos y medio.
- Hubo moneda de cobre desde el siglo IV d. C., cuya denominación se desconoce y que osciló entre 17 y apenas 1 gramo de peso.

Aún se desconoce el lugar o lugares donde se hallaban las cecas.